# Biqueli (Pala)
Biqueli (Bikeli-Pala) ist ein Dorf auf der südostasiatischen Insel Atauro, die zu Osttimor gehört. Der Ort wird auch Pala genannt, beziehungsweise Pala parte tasi (deutsch Pala am Meer), im Gegensatz zu Pala parte foho, einem Ort im Inselinneren.
Biqueli liegt an der Küste Atauros im Nordosten der Insel. Das Dorf bildet den Hauptort der Aldeia Pala und des Sucos Biqueli (Gemeinde Atauro).
Im Dorf befinden sich der Sitz von Suco und Aldeia und die katholische Grundschule Biqueli. Weiter nördlich steht an der Küste eine Sendeantenne der Telekommunikationsgesellschaft Telkomcel. Außerdem gibt es hier eine Sekundarschule, eine medizinische Station und einen Hubschrauberlandeplatz für Notfälle. Eine kleine heiße Quelle im Ort sprudelt das ganze Jahr über. Das Wasser erreicht bis zu 40 °C.